# Takifugu obscurus
Takifugu obscurus es una especie de peces de la familia Tetraodontidae en el orden de los Tetraodontiformes.

## Distribución geográfica
Se encuentran en Asia: la China, el Japón, Corea del Norte y Corea del Sur.

## Observaciones
- Es utilizado para la alimentación humana, el comercio de peces de  acuario y la investigación animal.